# Rede quântica do DARPA

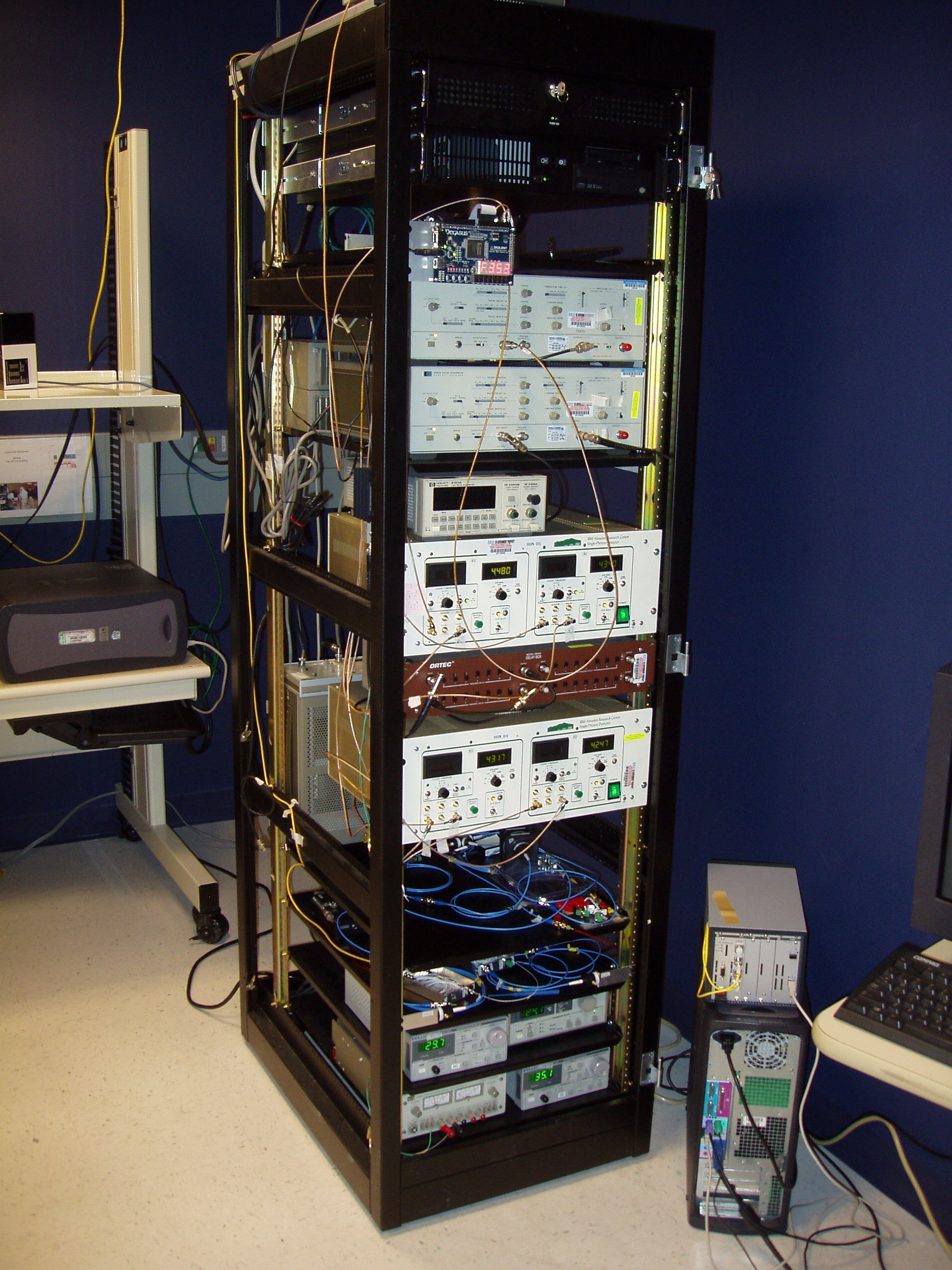
Barb, o receptor baseado em entrelaçamento, em 2004.

A rede quântica do DARPA' (2002-2007) foi a primeira rede de distribuição de chaves quânticas (QKD) do mundo, operando 10 nós ópticos em Boston e Cambridge, Massachusetts. Tornou-se totalmente operacional em 23 de outubro de 2003 e, em junho de 2004, foi colocada em fibra escura nas ruas de Cambridge e Boston, onde funcionava continuamente por mais de 3 anos. O projeto também criou e colocou em campo o primeiro detector de fóton único de nanofios supercondutores do mundo. Foi patrocinado pela DARPA como parte do programa QuIST, e construído e operado pela BBN Technologies em estreita colaboração com colegas da Harvard University e do Boston University Photonics Center.